# Rancho Nuevo, Carrillo Puerto
Rancho Nuevo är en ort i Mexiko.   Den ligger i kommunen Carrillo Puerto och delstaten Veracruz, i den sydöstra delen av landet, 280 km öster om huvudstaden Mexico City. Rancho Nuevo ligger 185 meter över havet och antalet invånare är 477.
Terrängen runt Rancho Nuevo är platt, och sluttar österut. Runt Rancho Nuevo är det ganska tätbefolkat, med 65 invånare per kvadratkilometer. Närmaste större samhälle är Cuitláhuac, 18,7 km väster om Rancho Nuevo. Omgivningarna runt Rancho Nuevo är en mosaik av jordbruksmark och naturlig växtlighet.